# Scammarctus
Scammarctus is een geslacht van kreeftachtigen uit de familie van de Scyllaridae.

## Soort
- Scammarctus batei (Holthuis, 1946)